# The Undiscovered Country
The Undiscovered Country är Destinys fjärde album. Det släpptes 1998 enbart på CD på det svenska bolaget "Gothenburg Noise Works". Greagory Whalen gav albumet betyget 4½ i den engelska hårdrockstidningen TERRORIZER.

## Låtlista
1. "Devil In The Dark" Musik: S Björnshög Text: Z Gram
2. "Balance Of Terror" Musik: K. Hassel Text: Z. Gram
3. "A Taste Of Armageddon" Musik: K. Hassel Text: Z. Gram
4. "Wink Of An Eye" Musik: S. Björnshög Text: Z. Gram
5. "Dagger Of The Mind" Musik: B. Ollson/K. Hassel/S. Björnshög Text: Z. Gram
6. "By Any Other Way” Musik: S. Björnshög Text: Z. Gram
7. "Tomorrow Is Yesterday" Musik: S. Björnshög/K. Hassel Text: Z. Gram
8. "The Undiscovered Country” Musik: K. Hassel/S. Björnshög Text: Z. Gram

## Sättning
- Sång: Zenny Gram
- Bas: Stefan Björnshög
- Gitarr: Knut Hassel
- Trummor: Håkan Svantesson